# Judonchulus recessus
Judonchulus recessus är en rundmaskart. Judonchulus recessus ingår i släktet Judonchulus och familjen Mononchidae. Inga underarter finns listade i Catalogue of Life.